# Mohamed Oukhattou
Mohamed Oukhattou (Den Haag, 22 januari 2005) is een Marokkaans–Nederlands voetballer die als middenvelder voor Sparta Rotterdam speelt.

## Carrière

### Carrièrestatistieken
| Seizoen                    | Club                    | Land            | Competitie      | Competitie | Competitie | Beker | Beker | Internationaal | Internationaal | Overig | Overig | Totaal | Totaal |
| Seizoen                    | Club                    | Land            | Competitie      | Wed.       | Dlp.       | Wed.  | Dlp.  | Wed.           | Dlp.           | Wed.   | Dlp.   | Wed.   | Dlp.   |
| -------------------------- | ----------------------- | --------------- | --------------- | ---------- | ---------- | ----- | ----- | -------------- | -------------- | ------ | ------ | ------ | ------ |
| 2023/24                    | PEC Zwolle              | Nederland       | Eredivisie      | 2          | 0          | –     | –     | –              | –              | 0      | 0      | 2      | 0      |
| 2024/25                    | PEC Zwolle              | Nederland       | Eredivisie      | 0          | 0          | 0     | 0     | –              | –              | 0      | 0      | 0      | 0      |
| 2024/25                    | → Sparta Rotterdam      | Nederland       | Eredivisie      | 0          | 0          | –     | –     | –              | –              | 0      | 0      | 0      | 0      |
| 2024/25                    | → Jong Sparta Rotterdam | Nederland       | Tweede divisie  | 10         | 1          | –     | –     | –              | –              | 0      | 0      | 10     | 1      |
| 2025/26                    | Sparta Rotterdam        | Nederland       | Eredivisie      | 0          | 0          | 0     | 0     | –              | –              | 0      | 0      | 0      | 0      |
| Carrière totaal            | Carrière totaal         | Carrière totaal | Carrière totaal | 12         | 1          | 0     | 0     | 0              | 0              | 0      | 0      | 12     | 1      |
| Bijgewerkt tot 3 juli 2025 |                         |                 |                 |            |            |       |       |                |                |        |        |        |        |